# Phoradendron piperoides
Phoradendron piperoides är en sandelträdsväxtart som först beskrevs av Carl Sigismund Kunth, och fick sitt nu gällande namn av Trelease. Phoradendron piperoides ingår i släktet Phoradendron och familjen sandelträdsväxter. Inga underarter finns listade i Catalogue of Life.